# Anosymeer
Het Anosymeer (Frans: Lac Anosy) is een stuwmeer in Madagaskar, gelegen in de hoofdstad Antananarivo.
Het meer is door James Cameron aangelegd in de regeringsperiode van Radama I. Het voormalige moeras heeft plaats moeten maken voor een hartvormig meer in het midden van de stad. Op het eiland te midden van het meer hebben verschillende gebouwen gestaan. In de begintijd stond er een wapenfabriek, later is hier het zomerverblijf van koningin Ranavalona I gebouwd. Tegenwoordig staat er een oorlogsmonument voor de gevallen soldaten in de Eerste Wereldoorlog.